# Le Baiser de la Mort (sculpture)
Pour les articles homonymes, voir Baiser de la mort.
Le Baiser de la Mort (En catalan : El petó de la mort ; en espagnol : El beso de la muerte ; en anglais : The Kiss of Death) est la statue la plus célèbre du cimetière du Poblenou, à Barcelone.
Il s'agit à l'origine d'une commande du fabricant de textiles catalan Josep Llaudet i Soler (1879-1955) pour les obsèques de son jeune fils, mort précocement à l'adolescence.
Sculptée en marbre en 1930, dans le style Art déco, elle est l'œuvre du sculpteur Jaume Barba et de son gendre Joan Fontbernat.
Lieu touristique, elle attire désormais les photographes et les touristes du monde entier.

## La sculpture
Créée en 1930 par le sculpteur catalan Jaume Barba à l'âge de soixante-dix ans, la sculpture est très réaliste. Elle montre un jeune homme, les yeux fermés et la bouche légèrement ouverte, aux mains touchant le sol dans une posture d'abandon.
Du côté gauche, la mort s'incline sur lui, personnalisée comme l'Ange de la Mort. Le squelette la représentant porte des ailes et tient le jeune homme par les aisselles. La mort porte un drap qui la couvre partiellement tout en exposant - mais dissimulant aussi - les os au regard.
La mort ne porte pas de faux comme dans les représentations traditionnelles, mais prend la vie du jeune homme par un baiser. De ce geste se dégage de l'oeuvre une force sensuelle, « à la fois romantique et terrible».
Le piédestal, de forme octogonale, porte la signature de Jaume Barba.

## La tombe
La sculpture est placée sur la sépulture familiale de la famille d'industriels catalans du textile Llaudet i Soler.
La plaque de la tombe porte la mention "Llaudet Soler". Un vers du poète catalan Jacint Verdaguer (1845-1902) y est apposé.

## Célébrité et postérité
Le cimetière du Poblenou étant situé près du port et du village olympiques, issus des Jeux de 1992, la statue commence à être connue dès 1992, mais c'est l'ouverture de la ville de Barcelone au tourisme international dans les années 2000 qui la fait connaître plus largement.
Popularisée par les réseaux sociaux et la presse, la sculpture devient rapidement très populaire, jusqu'à faire partie des circuits touristiques traditionnels.
Elle contribue à donner au cimetière du Poblenou, à la manière du Baiser de Brancusi au cimetière du Montparnasse à Paris, auquel Poblenou, d'aménagement plat, est souvent comparé - le cimetière de Montjuïc, plus escarpé, étant davantage rapproché du Père-Lachaise - l'affluence touristique qu'il connaît de nos jours.

## Galerie

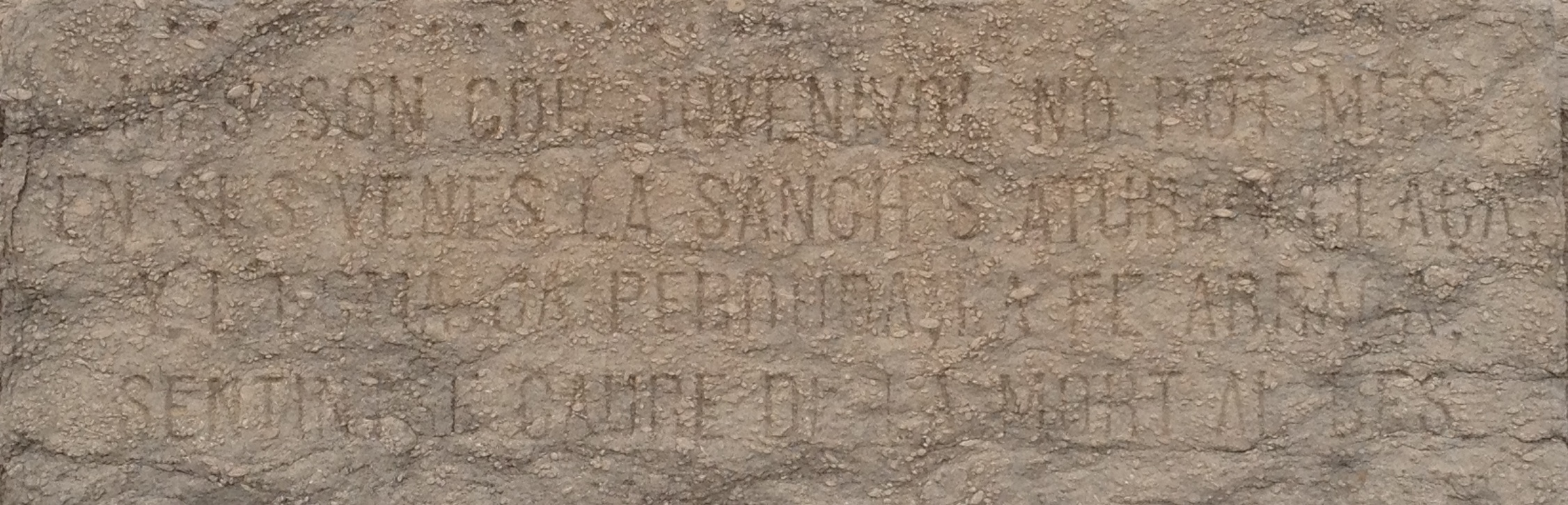
Vers de Jacint Verdaguer (en catalan)
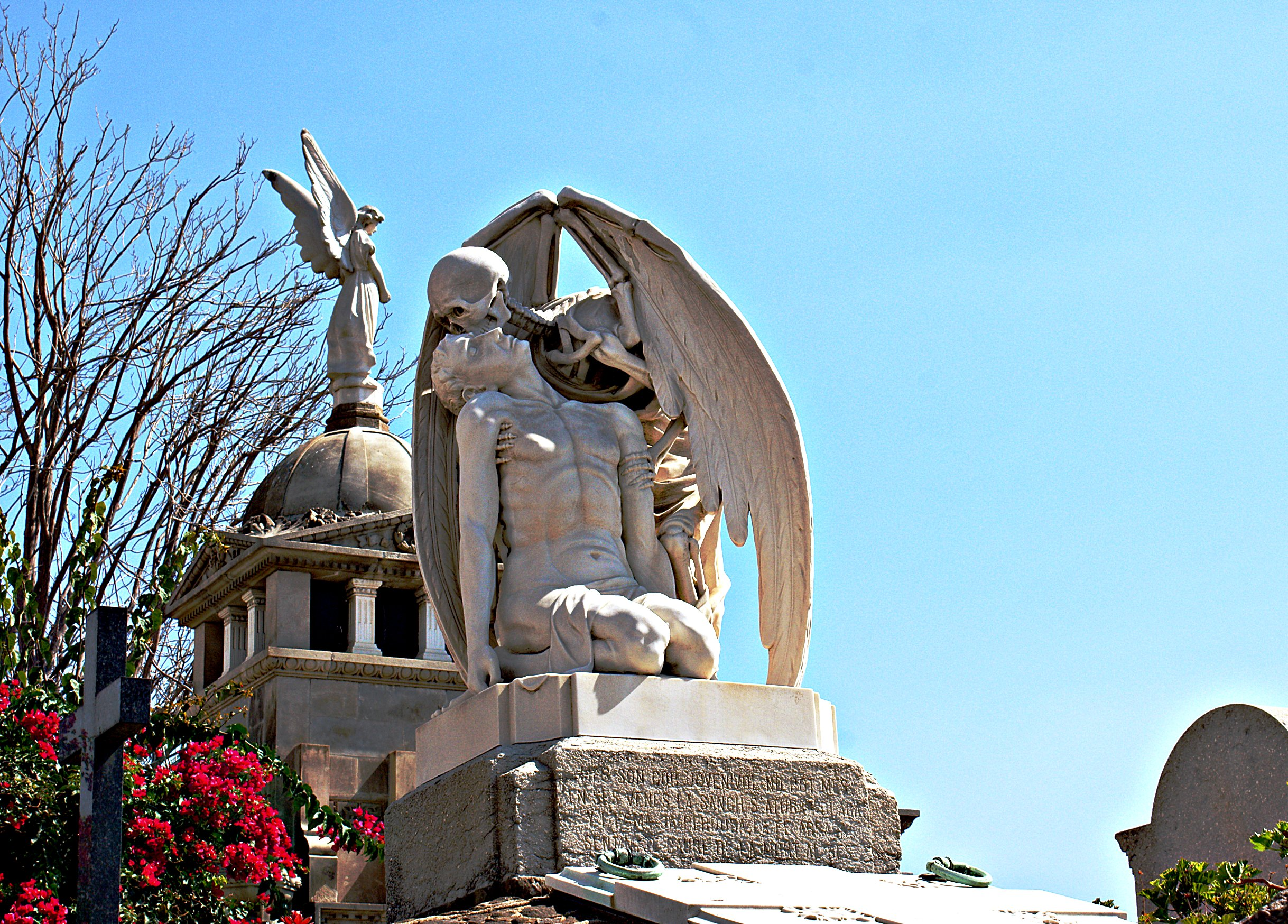
La sculpture dans son environnement.
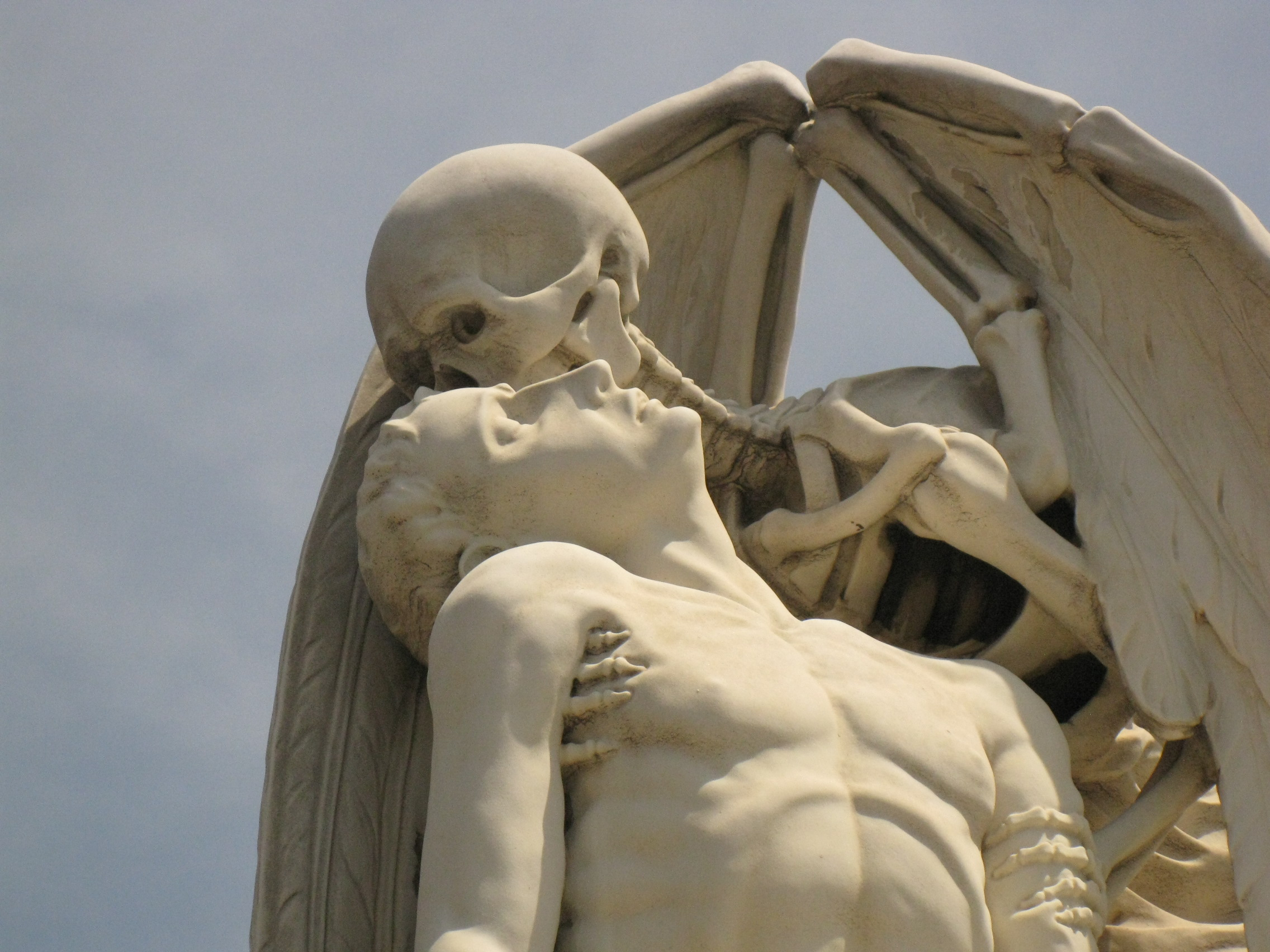
Détail de la sculpture.
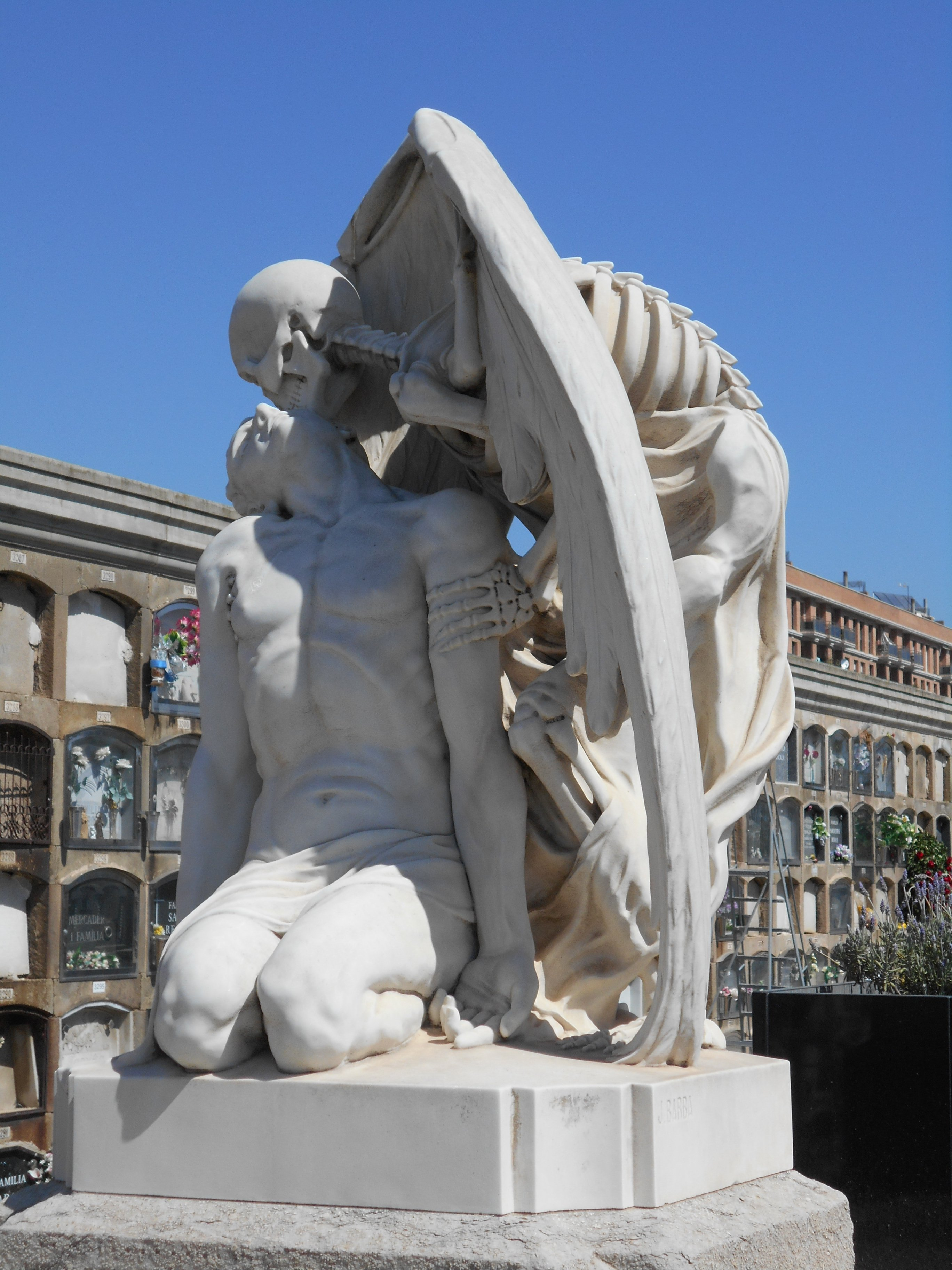
Vue de la sculpture.
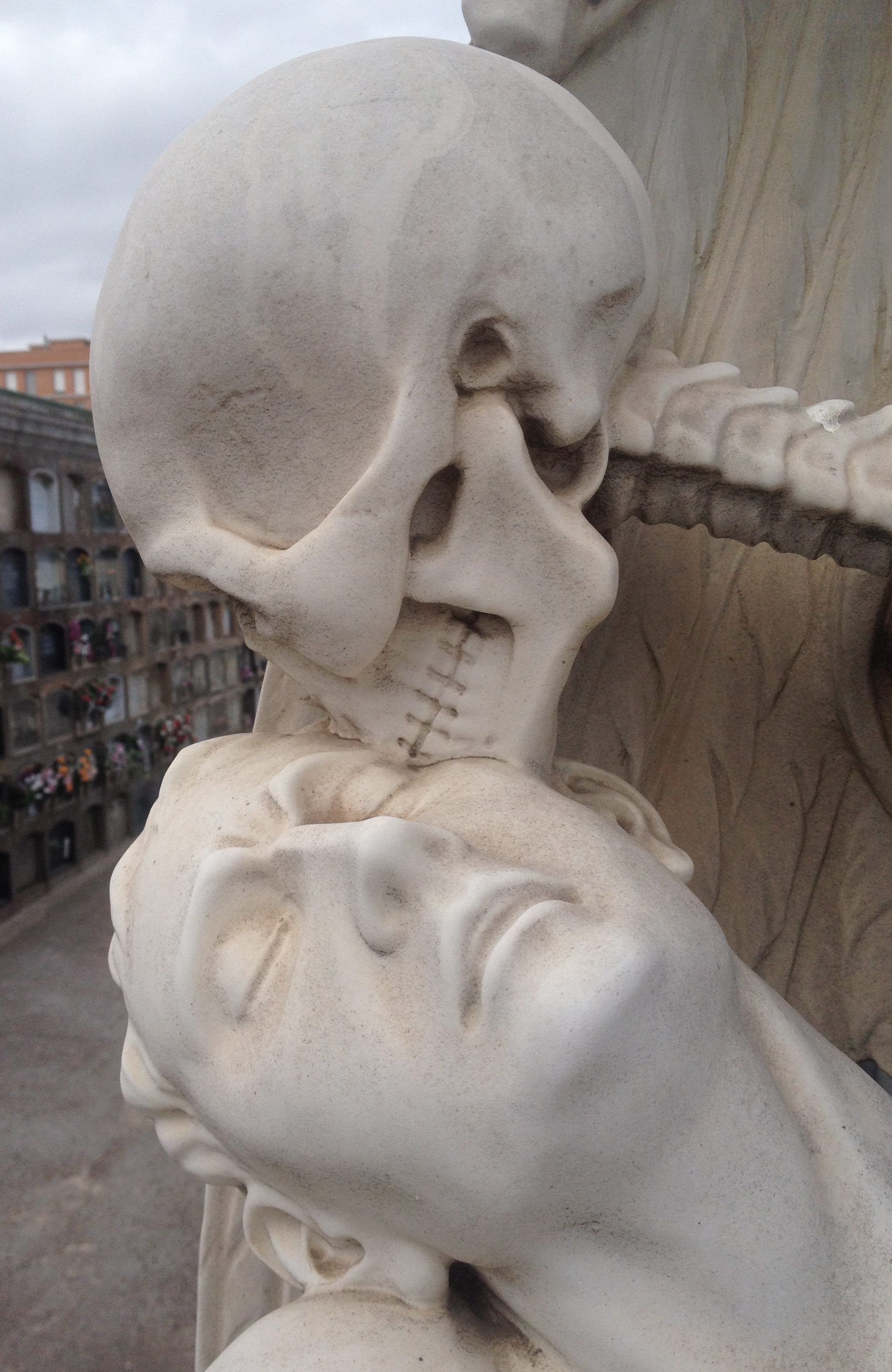
Détail du baiser.
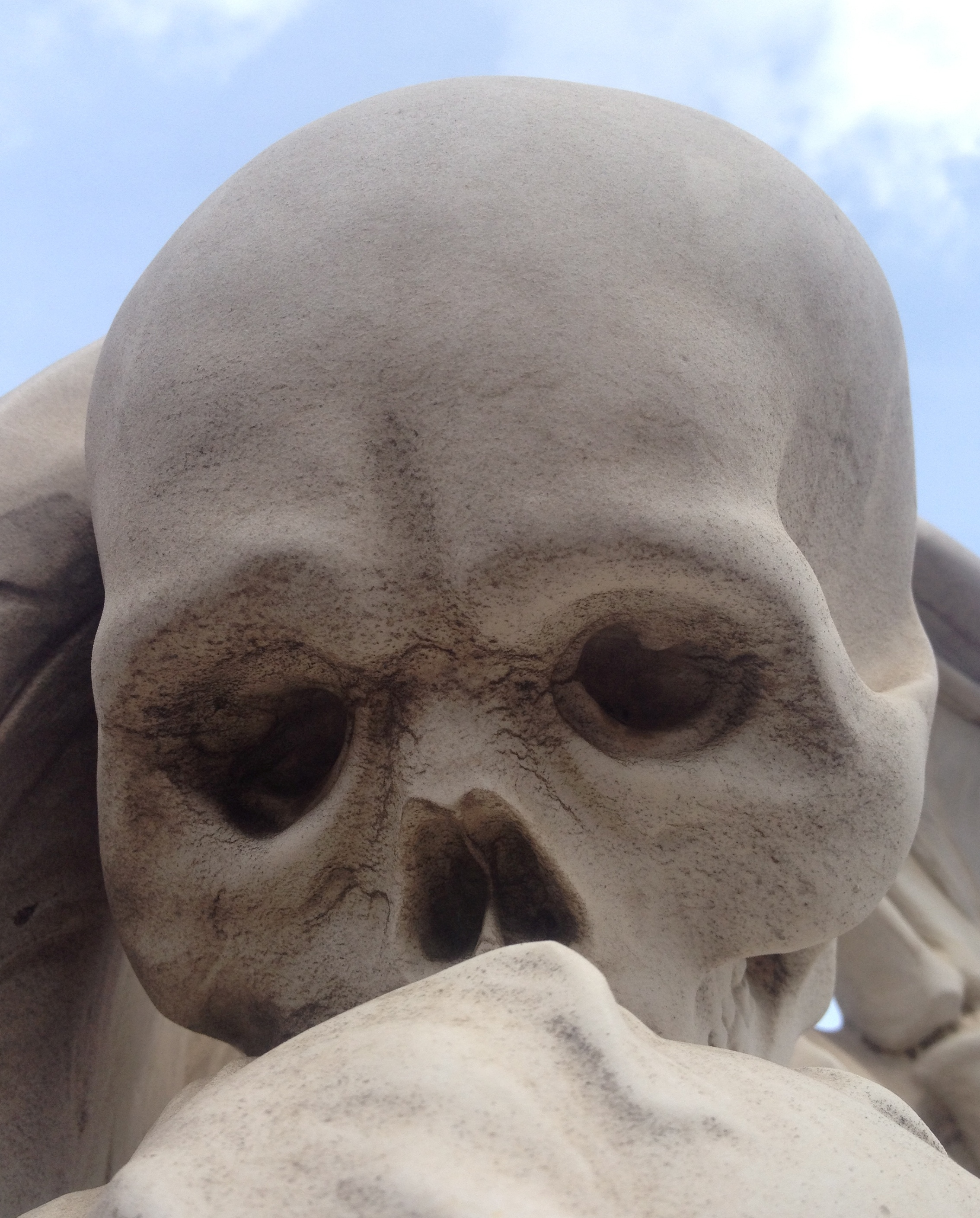
Détail de "La Mort".
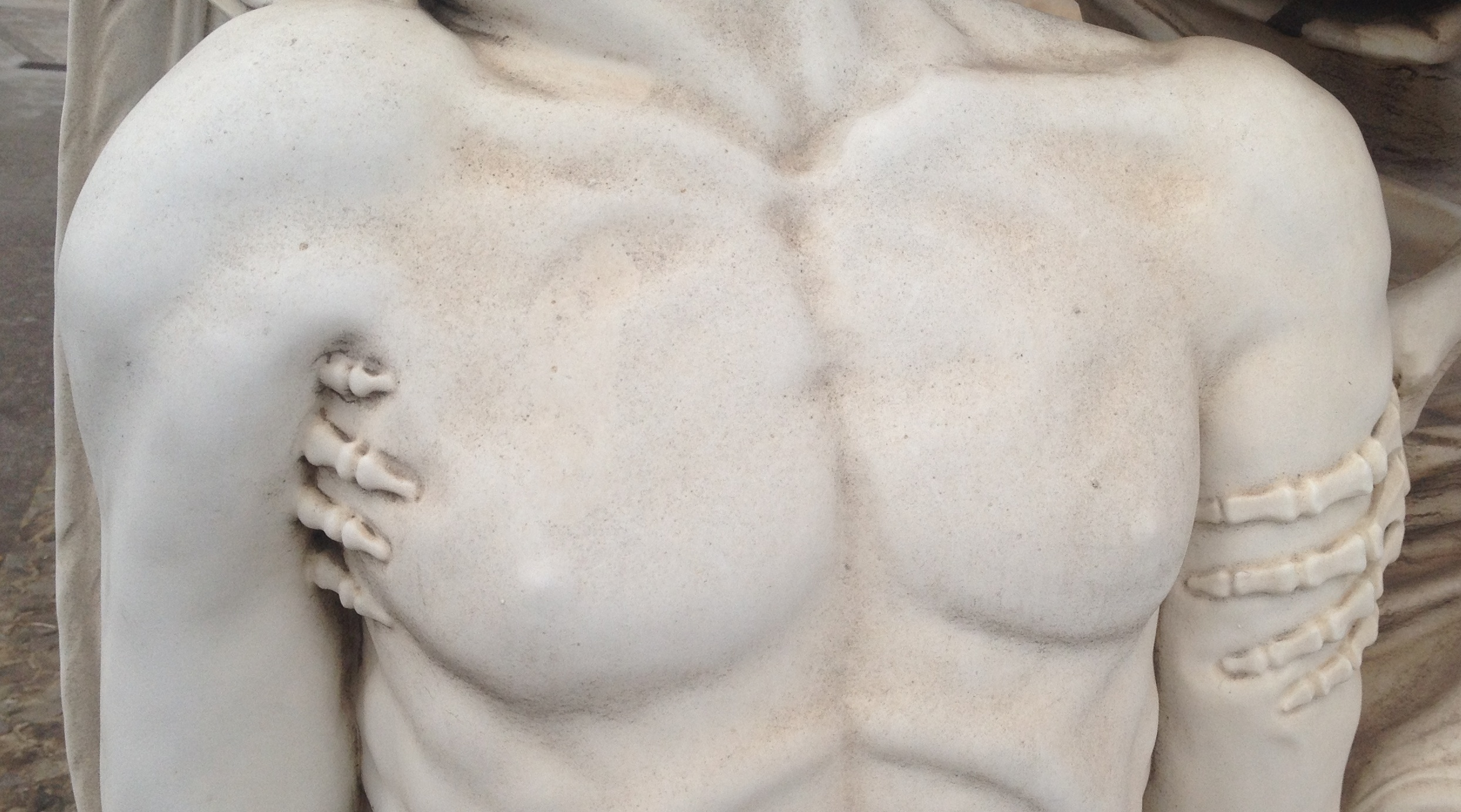
Détail du buste.
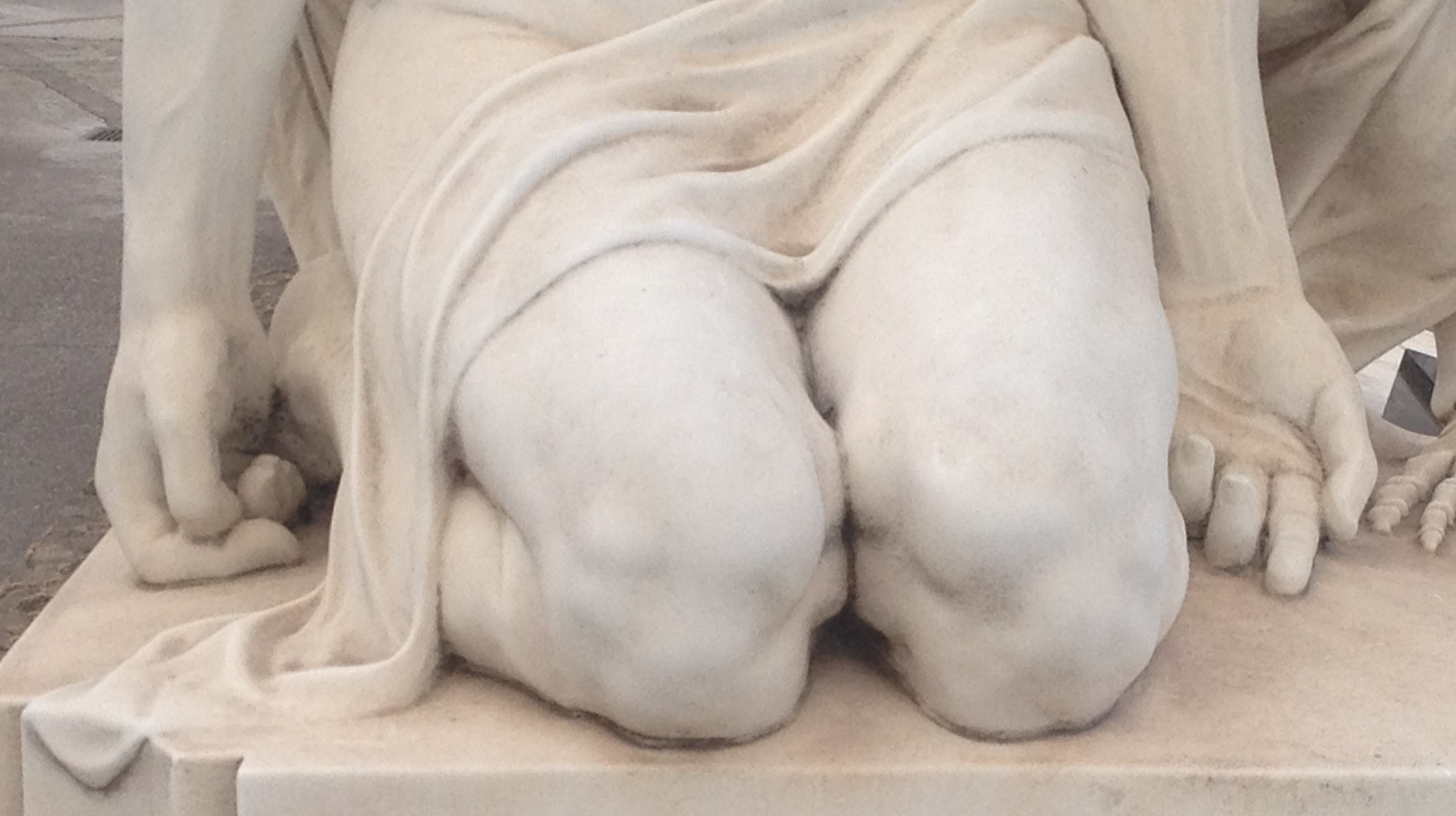
Détail de la partie inférieure de la sculpture.
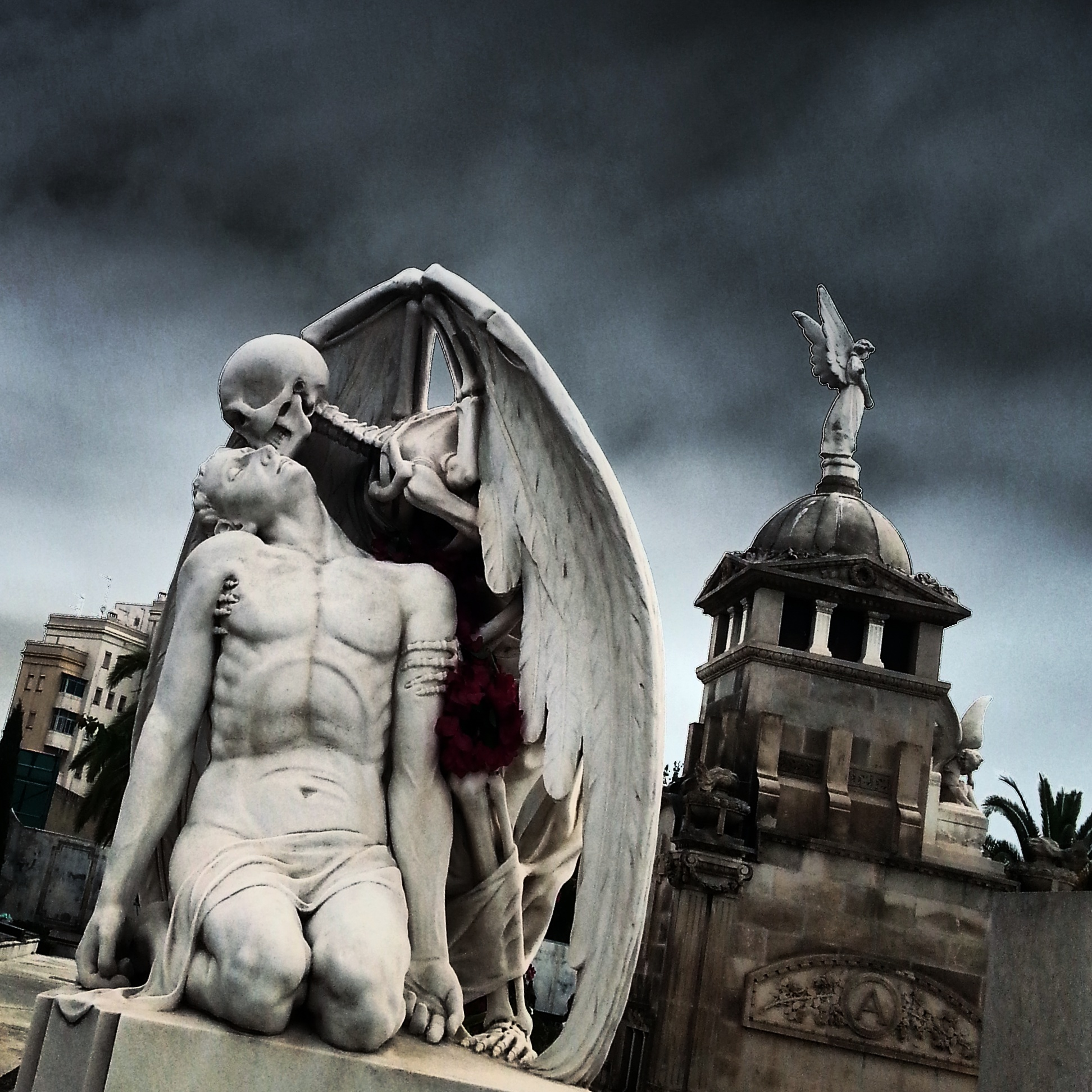
Photographie d'Albert Plana.